# Uğur Kavuk
Uğur Kavuk (* 11. September 1979 in Zonguldak) ist ein türkischer Fußballspieler.

## Karriere
Kavuk begann seine Karriere in der Saison 1997/98 bei Kilimli Belediyespor. Dort wurde er zwischenzeitlich an Ereğlispor verliehen. In der Winterpause der Saison 2000/01 wechselte er zu seinem Heimatklub Zonguldakspor. Bereits nach einer halben Spielzeit ging er auf Leihbasis zurück zu Kilimli Belediyespor. Dort erzielte er in 29 Spielen 14 Tore.
Nach seiner Spielzeit für Kilimli Belediyespor blieb Kavuk ein Jahr bei Zonguldakspor und wechselte danach in die 2. Liga zu Istanbul Büyükşehir Belediyespor. Seitdem spielte er nicht mehr als Stürmer, sondern als Abwehrspieler. Zur Saison 2006/07 wechselte er zu Antalyaspor in die Turkcell Süper Lig. In seiner letzten Saison bei Antalyaspor war er Kapitän. Am Ende der Saison 2008/09 wurde bekannt, dass er zu Sivasspor wechselt.
Zum Sommer 2013 wechselte er innerhalb der Süper Lig zu Gaziantepspor. Bereits nach einer Spielzeit verließ er diesen Klub und wechselte stattdessen zum Drittligisten İnegölspor.